# حمامات بصرى الرومانية
حمامات بصرى الرومانية، حمامات بصرى تعود إلى العصر الروماني ولكنها استمرت خلال العصر البيزنطي.
بنيت الحمامات من الحجر البازلتي وتتألف من عدة قاعات أكبرها مثمنة الشكل.
تظهر أحواض الاستحمام وقنوات التدفئة المصنوعة من الآجر بوضوح فيها محفورة في الجدران وضمن العقود الحجرية وأيضا المستوقدات المبنية من قطع الآجر.
تعد «حمامات السوق (المركز)» أو ما يسمى بـ«خان الدبس»، وكذلك الحمامات الجنوبية من أهم حمامات العصر الروماني في سورية.